# ظيق رابح (الطيال)
ظيق رابح هي إحدى قرى عزلة بني جبر بمديرية الطيال التابعة لمحافظة صنعاء، بلغ تعداد سكانها 73 نسمة حسب تعداد اليمن لعام 2004.